# IPad Air (第5世代)
2022年3月8日に発表されたiPad Air（アイパッドエア）は、Appleが開発、販売するタブレット型コンピュータで、iPad Airシリーズとしては第5世代にあたる機種である。3月18日に発売。
SoCにApple M1を搭載しており 、iPad Air (第4世代)と比較し、8コアCPUによるパフォーマンスの最大60パーセント高速化、8コアGPUによるグラフィックスパフォーマンスの最大2倍高速化がなされた。CPUおよびGPUと組み合わせた16コアのNeural Engineにより、機械学習（ML）機能を実現している。2024年リリースのiPadOS 18.1より、人工知能プラットフォーム「Apple Intelligence」がベータ版として使用可能となった(2025年3月31日以降、日本語に対応、ベータ版)。背面の12MPの広角カメラを引き続き搭載するほか、センターフレームに対応した12MPの超広角フロントカメラも新たに搭載された。ユーザの動きに合わせて自動的に向きを変えて撮影することができる。セルラーモデルは5G回線に対応し、最高3.5Gbpsの通信速度を理論上実現している。nano-SIMおよびeSIM、Wi-Fi 6に対応している。USB-Cポートは最大10Gbpsでデータを転送可能とし、第4世代より最大2倍の速さとなった。内蔵ステレオスピーカーは横向きにしたときに両側から聞こえるように、本体側面の上部と下部に1基ずつ搭載されている。
次世代機(iPad Air M2)が物理SIMスロットを廃止したため、iPad Airシリーズでは2025年3月現在、最後の物理SIM対応機となった。
本体のカラーバリエーションはスペースグレイ、スターライト、ピンク、パープル、ブルーの5色展開に変わり、背面の刻印は「iPad」から「iPad Air」に変更された。11インチiPad Proと共通で使えるキーボードとして、Magic Keyboard、Smart Keyboard Folioに対応している。

## iPadモデルの変遷
（横スクロールできる画像です）